# カルロス・ザンブラーノ (ボクサー)
カルロス・ザンブラーノ（Carlos Zambrano Córdova、1984年7月12日 - ）は、ペルーのプロボクサー。イカ県チンチャ郡出身。元WBA世界フェザー級暫定王者。ペルーではアルベルト・ロッセルに続き2人目の男子世界王者。

## 来歴

### アマチュア時代
2003年8月、サントドミンゴで開催されたパンアメリカン競技大会にバンタム級(54kg)で出場したが1回戦で敗退した。
2007年7月、リオデジャネイロで開催されたパンアメリカン競技大会にフェザー級(57kg)で出場したが1回戦で敗退した。
2007年10月、シカゴで開催された世界ボクシング選手権にフェザー級(57kg)で出場したが3回戦で敗退した。

### プロ時代
2008年1月31日、アメリカでプロデビュー戦。ニューヨーク州ニューヨーク市ブロンクス区でデビュー戦を行い、4回3-0（38-36、2者が39-35）の判定勝ちを収めた。 
2009年2月15日、アメリカのニュージャージー州リンドハーストでハビエル・デニスと対戦し、初回59秒KO勝ちを収めた。
2012年6月23日、カヤオのコリシオ・ミゲル・グラウでダリル・ゴンカルベス・ピレスと南米フェザー級王座決定戦を行い、8回3-0（3者共に80-72）の判定勝ちを収め王座獲得に成功した。
2012年10月27日、イカ県チンチャ郡でディエゴ・アルベルト・チャベスと対戦し、10回3-0（2者が100-90、99-91）の判定勝ちを収め南米王座の初防衛に成功した。
2014年3月8日、リマのコリセオ・ディボス・ダメルトでデービス・ペレスとWBAフェデラテンフェザー級王座決定戦を行い、11回KO勝ちを収め王座獲得に成功した。
2014年8月9日、WBA世界スーパーバンタム級暫定王者ネオマール・セルメニョと対戦予定だったが直前になって試合が中止になった。
2015年3月28日、リマのメガ・プラザ・ノルテでヘスス・クエジャルの正規王座認定に伴いダニエル・ラミレスとWBA世界フェザー級暫定王座決定戦を行い、12回3-0（116.5-113.5、116-112、118-111）の判定勝ちを収め暫定王座の獲得に成功した。
2015年8月1日、イカ県チンチャ郡チンチャ・アルタのコリセオ・セラード・マウロ・ミナでWBA世界フェザー級15位のホセ・サンマルティンと対戦し、12回3-0(115-113、2者が117-112)の判定勝ちを収め暫定王座の初防衛に成功した。
2016年8月12日、フロイド・メイウェザー・ジュニア率いるメイウェザー・プロモーションズと契約した。
2017年4月29日、ラスベガスのサムズ・タウン・ホテル・アンド・ガムブリング・ホールにてWBA世界フェザー級3位のクラウディオ・マレロとWBA暫定王座の防衛戦とIBO世界フェザー級王座決定戦を行い、プロ初黒星となる初回1分30秒TKO負けを喫し、WBA暫定王座は2度目の防衛とIBO王座の獲得に失敗した。

## 獲得タイトル
- 南米フェザー級王座
- WBAフェデラテンフェザー級王座
- WBA世界フェザー級暫定王座（防衛1）